# Nyctibatrachus major
Espèce
Synonymes
- Rana travancorica Annandale, 1910

Statut de conservation UICN

 VU B1ab(iii) : Vulnérable
Nyctibatrachus major est une espèce d'amphibiens de la famille des Nyctibatrachidae.

## Répartition
Cette espèce est endémique des Ghâts occidentaux en Inde. Elle se rencontre entre 110 et 920 m d'altitude dans le Kerala, dans le Tamil Nadu et dans le Karnataka.

## Publication originale
- Boulenger, 1882 : Catalogue of the Batrachia Salientia s. Ecaudata in the collection of the British Museum, ed. 2, p. 1-503 (texte intégral).